# Ischnotherus tenebrosus
Ischnotherus tenebrosus is een hooiwagen uit de familie Gonyleptidae.